# Jonah Lomu
Jonah Tali Lomu (12. května 1975, Auckland – 18. listopadu 2015) byl novozélandský ragbista tonžského původu. V roce 2011 byl jmenován do Světové ragbyové síně slávy. Je považován za jednoho z nejlepších ragbistů historie.
V Super Rugby nastupoval za kluby Auckland Blues a Wellington Hurricanes. S novozélandskou reprezentací odehrál v letech 1994 až 2002 63 zápasů a položil 37 pětek. Byl vyhlášen nejlepším hráčem mistrovství světa v ragby 1995, zúčastnil se také mistrovství světa v ragby 1999. Položil nejvíc pětek v dějinách MS (15). Přesto se nikdy nestal mistrem světa, získal pouze stříbrnou medaili v roce 1995. 
V roce 1998 vyhrál s novozélandským týmem soutěž v Rugby 7's na Hrách Commonwealthu. V roce 2001 se stal vítězem sedmičkového mistrovství světa. 
Před mistrovství světa v ragby 2003 byl nucen ukončit kariéru kvůli vážnému nefrotickému syndromu a podrobil se transplantaci ledviny. Ke sportu se vrátil v roce 2005 a hrál za velšský tým Cardiff Blues, zúčastnil se také několika dobročinných exhibičních zápasů, kariéru ukončil v roce 2010 v mužstvu Marselille Vitrolles Rugby.
Lomu byl ve své době mediální hvězdou, jejíž popularita výrazně zvýšila marketingový potenciál ragby, jako první ragbista vydělal přes milion dolarů, mj. propůjčil své jméno počítačové hře Jonah Lomu Rugby. 

## Kariéra

### Klubová kariéra
- 1994 - 1996 Counties Manuaku
- 1996 - 1999 Aucland Blues
- 1999 Chiefs
- 2000 - 2003 Hurricanes
- 2005 - 2006 Cardiff Blues
- 2009 - 2010 Marseille Vitrolles